# Johannes Crell
Johannes Crell o Crellius (Helmetzheim, 26 luglio 1590 – Raków, 11 giugno 1633) è stato un teologo unitariano tedesco.

## Biografia
Nacque a Helmetzheim, un villaggio presso Norimberga, da Anne Grineward e da Johannes Crell, un pastore luterano. Studiò dal 1600 al 1603 nella scuola pubblica della vicina Norimberga, passando poi nella scuola di Stolberg am Harz, in Sassonia, e nel 1605 a Marienberg. Conclusi gli studi secondari, nel 1606 fu mandato a studiare latino, greco, ebraico e filosofia nella rinomata Accademia di Altdorf.
Conclusi gli studi e rifiutati incarichi pubblici che considerava incompatibili con la sua nuova fede cristiana nella quale non aveva posto il dogma trinitiario, alla fine del 1612 si diresse in Polonia, dove contava di trovare compagni di fede: a Cracovia fu ospitato dall'esule italiano antitrinitario Giovambattista Cettis e il 13 dicembre raggiunse Raków, entrando a far parte della Chiesa unitariana, della quale facevano parte i teologi Valentin Schmalz e Girolamo Moscorovius.
Nel maggio del 1613 Crell fu nominato dal Sinodo di Rakow professore e correttore delle edizioni dei libri stampati in tedesco e in latino. Solo nel 1615, quando egli ebbe acquisita una conoscenza sufficiente della lingua polacca, predicò pubblicamente ai Fratelli della chiesa. L'anno dopo fu nominato rettore del Collegio di Raków e sposò Rosina Pistorius, figlia del pastore della Chiesa unitariana di Czarnków, Simon Pistorius: ebbe tre figli, Theophilus, Christopher e Johann.
Nel 1621 lasciò l'incarico di rettore conservando le sue mansioni pastorali e si dedicò alla stesura delle Etiche cristiane e dei suoi molti Commenti alle Scritture. Alla morte di Schmalz gli succedette nell'insegnamento nel Collegio della chiesa di Raków insieme con Christopher Lubieniecius: le sue lezioni sul Nuovo Testamento venivano messe per iscritto dagli studenti e vennero pubblicate per lo più postume.
Crell si sentì male dopo aver tenuto una predica in occasione della Pentecoste del 1633 e morì il successivo 11 giugno, confortato dai suoi amici.
Le sue opere hanno influenzato Voltaire, John Locke e Thomas Belsham.

## Scritti
- Commento alla Lettera ai Romani, 1636
- Commento alla Lettera ai Corinzi, 1635
- Commento alla Lettera ai Galati, 1628
- Commento alla Lettera agli Efesini
- Commento alla Lettera ai Filippesi
- Commento alla Lettera ai Colossesi
- Commento alle Lettere I e II Tessalonicesi, 1636
- Opinione sulle cause della morte di Gesù Cristo, 3 voll., 1618, 1635, 1637
- Commenti alle Lettere I e I I a Timoteo
- Commento alle Lettere I e II di Pietro
- Commenti al Nuovo Testamento
- Risposta al Beneficio di Cristo di Grozio, 1623
- Dio e i suoi attributi
- Elementi delle Etiche, 1635
- Etiche cristiane
- Trattato sullo Spirito Santo, 1610
- Apologia della libertà religiosa, 1619
- Problemi con soluzioni
- Trattato sulla pietà, 1613
- Discorso sulla felicità